# Black Coffee (1931)
Black Coffee ist ein Kriminalfilm aus dem Jahr 1931. Er basiert frei auf dem gleichnamigen Theaterstück der britischen Autorin Agatha Christie. Der Film ist bis heute verschollen.

## Inhalt
Hercule Poirot und sein Freund Captain Hastings werden aufgefordert, einen berühmten Physiker namens Sir Claud Amory zu besuchen. Bei ihrer Ankunft am Tatort stellen sie fest, dass er ermordet wurde. Poirot muss jetzt rausfinden, welche Familienmitglieder ihn ermordet haben.

## Veröffentlichung
In das Vereinigte Königreich kam der Film am 14. Juli 1931 in den Kinos.